# Pinus longaeva
Pinus longaeva е вид растение от семейство Борови (Pinaceae). Видът е незастрашен от изчезване. Един член на вида, със своите 5069 години, е най-старият познат организъм на Земята. През 1987 г. Pinus longaeva е обозначено за дърво на щата Невада.

## Разпространение
Разпространен е в САЩ.